# Максиміліан III (курфюрст Баварії)
Максиміліан III Йосип Карл Іоганн Леопольд Непомук Олександр (*Maximilian III Josef Karl Johann Leopold Ferdinand Nepomuk Alexander, 28 березня 1727 — 30 грудня 1777) — 5-й курфюрст Баварії у 1745—1777 роках. Останній представник баварської гілки Віттельсбахів.

## Життєпис

### Молоді роки
Походив з династії Віттельсбахів. Старший син Карла Альбрехта, імператора Священної Римської імперії, та Марії Амалії Габсбург (доньки імператора Йосифа I). Народився у 1727 році в Мюнхені. Після початку Війни за австрійську спадщину у 1741 році постійно вимушений був перебувати за межами Баварії, переважно у Франкфурті-на-Майні. Здобув освіту під орудою єзуїта Даніеля Штадлера. Також навчався в Інгольштадському університеті.

### Володарювання
Після раптової смерті батька в 1745 році  успадкував країну в стані війни з Габсбургами, в якій Баварія зазнавала поразок. Також за заповітом батька мав претендувати на імператорський трон.
Деякий час він коливався між мирною та військовою партією. Проте після тяжкої поразки франко-баварських військ в битві при Пфаффенхофені Максиміліан III швидко забув про претензії померлого батька на владу в Священній Римській імперії та Богемії і 22 квітня того року уклав з Марією Терезією сепаратний мир в Фюссені, за яким відмовлявся від будь-яких претензій на імператорський трон і підтримав обрання імператором чоловіка Марії Терезії — Франца Стефана Лотаринзького. Натомість отримав назад усі завойовані Австрією баварські землі та 40 тис. талерів, що пішли на сплату боргів.

### Зовнішня політика
У зовнішній політиці зберігав союз з Австрією, намагаючись також зберігати союзницькі відносини з Франції, мирні — з Великою Британією та Голландією. Тому надав баварський військовий контингент у 4 тис. вояків до складу австрійського війська під час Семирічної війни 1756—1763 років. Разом з тим не брав повноцінної участі у боротьбі проти Пруссії та інших ворогів Австрії та Франції в Європі. Вже у 1759 році повернув свої загони до Баварії. Після цього перешкодив оголошенню імперської війни проти Пруссії. У 1762—1763 роках оголосив про нейтралітет Баварії, чим загалом сприяв завершенню Семирічної війни. У 1764 році відновлено міністерство закордонних справ (таємну конференцію).

### Внутрішня політика
Слідом за цим він звернув всю свою увагу на поліпшення землеробства, ремесел, гірничої справи, правосуддя, поліції, фінансів і народної освіти. Максиміліан III багато зробив для того, щоб поліпшити розвиток своєї країни.
1746 року уклав дотаційний договір з Австрією, за яким в обмін на надання коштів підтримував зовнішню політику Марії-Терезії. 1747 року оженився на Марії-Анні, дочці  Августа III Фрідріха Веттіна, курфюрста Саксонії та короля Речі Посполитої.
У 1747 році почала функціонувати знаменита порцелянова мануфактура в Німфенбурзі. У 1748 році обмежив права міст і ринків на свою користь. При цьому намагався залучити до баварської економіки імперські міста Регенсбург і Аугсбург. У 1755 році запроваджено заходи зі збільшення видобування й експорту солі. Водночас впроваджено заборону на еміграцію задля поліпшення демографічної ситуації.
Також були спроби провести адміністративну реформу. У 1750 році створено державну судову раду. Почалося обговорення питань утворення кабінету міністрів, міністерства закордонних справ. Втім, окрім останнього, нічого не було виконано: Максиміліан III і далі спирався на радників, здійснюючи пряме керування службовцями. 1756 року курфюрст видав Кримінальний кодекс Баварії (Codex Maximilianeus bavaricus civilis), що мав вплив Просвітництва, проте не скасував катування та різні типи суворого покарання,в тому числі спалення за єресь та відьомство.
Водночас багато уваги приділяв мистецтву. У 1751 році зведено придворний театр (відомий як театр Кювільє — за прізвищем архітектора), 1755 року споруджено Кам'яну залу Німфенбургського палацу у стилі рококо. У 1759 році була заснована Баварська Академія Наук, перша академічна установа Мюнхена.
Під час великого голоду 1770 року Максиміліан III розпорядився продати коронні коштовності, щоб заплатити за відвантаження зерна. Він видав низку антиклерикальних постанов, зокрема заборонив проведення театралізованих свят пристрастей господніх в селі Обераммергау, скасував права єзуїтів на цензуру в пресі, займався регулюванням шкільної освіти, видавши 1771 року регламент загальоосвітньої школи. 1770 року заснував Школу-академію художників та скульпторів, що стала основою сучасної Академії образотворчого мистецтва.
1771 року домовився з Пфальцом щодо спадкування його володарем Баварських земель після смерті Максиміліана Йосипа. 1773 році ліквідовано орден єзуїтів, а його майно конфісковано. Завдяки вдалій політиці наприкінці життя курфюрсту вдалося практично повністю ліквідувати заборгованість, яка утворилася за діда та батька.

## Смерть і Війна за баварську спадщину
1777 року Максиміліан III помер від чорної віспи, не залишивши спадкоємця. Його поховано в крипті Театінеркірхе в Мюнхені. Його смерть означала припинення баварської лінії Віттельсбахів і перехід Баварії до пфальцьких Віттельсбахів. Цей перехід був оскаржений Австрією, що призвело до Війни за баварську спадщину. Зрештою новим баварським курфюрстом став курфюрст Пфальца Карл IV.

## Родина
Дружина — Марія Анна Саксонська (1728—1797)
Діти: не було